# Onychopterocheilus eburneus
Onychopterocheilus eburneus är en stekelart som först beskrevs av Blüthgen 1955.  Onychopterocheilus eburneus ingår i släktet Onychopterocheilus och familjen Eumenidae. Inga underarter finns listade i Catalogue of Life.